# Fuente oral
Fuente oral fuente documental que no está fijada en un escrito, pero que puede utilizarse para la reconstrucción de la historia, interesados en preservar la memoria colectiva y también en descubrir versiones alternativas de la historia algunos investigadores empezaron a usar esta clase de fuente. La entrevista es un tipo de fuente oral.

## Antecedentes
La casi totalidad de los seres humanos de todo el mundo han sido analfabetos en todas las épocas históricas, limitándose el uso de la escritura a minorías cultas, como el clero. En Europa y América, la invención de la Imprenta y la Reforma protestante (que insistía en el valor de la lectura de la Biblia para la salvación) estimularon la alfabetización desde el siglo XVI, aunque no fue general hasta la escolarización obligatoria en el siglo XX. Por tanto, al ser la comunicación oral la más utilizada, su valor es excepcional, sobre todo para la reconstrucción de la historia social, de las mentalidades, etc.
Desde el romanticismo del siglo XIX, la investigación del folk se basaba en la recopilación de todo tipo de fuentes orales (por ejemplo, para Alemania, los cuentos de los Hermanos Grimm). Incluso para periodos en que la posibilidad de dejar testimonios escritos era mayor, es muy corriente disponer de fuentes orales que, al estar más próximas en el tiempo, pueden reconstruirse con mayor fidelidad. Un género historiográfico, la Historia oral se realiza fundamentalmente con fuentes orales.

## Clasificación
Las fuentes orales pueden clasificarse en:
- Testimonios, a su vez divididos en 
  - directos, en los que un testigo presencial cuenta sus vivencias o los hechos que ha presenciado (que pueden fijarse mediante una entrevista grabada o transcrita, con lo que se transforman en un texto equivalente a los libros de memorias o autobiografías)
  - e indirectos, en los que alguien cuenta lo que otro le contó
- Tradiciones orales (el momento que origina la tradición e incluso la cadena de transmisión de ésta)ejemplos:
  - Refranes (gnómica popular)
  - Canciones (lírica popular)
  - Cuentos
  - Leyendas (narraciones de hechos memorables)
  - Mitos (vinculados a las religiones antiguas, pero también a los mitos de origen de los pueblos)
  - Historias familiares.
  - Historias de vida.

## Historias de vida
La historia de vida es un método de investigación cualitativa en el campo de las ciencias sociales, ubicada en el marco del denominado método biográfico. 		
La historia de vida es una estrategia que nos permite crear versiones alternativas de la historia social, esto es a partir de reconstruir experiencias personales de cada individuo.